# 艾米尔·冯·雷兹尼切克
艾米尔·尼古拉斯·冯·雷兹尼切克（德語：Emil Nikolaus von Reznicek；1860年5月4日—1945年8月2日），捷克血统的奥地利作曲家，指挥家。最初学习法律，后改学音乐，在布拉格担任合唱指挥，1902年移居柏林，成为受欢迎的歌剧作曲家和指挥家。在布拉格期间，他的长子弗里德里希（Friedrich，昵称“弗里茨”）于1887年2月22日出生。他的儿子弗里德里希后来在奥地利军队中担任中尉，之后于1907年8月1日移民到美国，并采用了他母亲的姓氏“冯·马博德”。他与来自德累斯顿的卡塔琳娜（Katharina，昵称“凯蒂”）结婚，共同养育了十二个孩子。
雷兹尼克的曲风属于晚期浪漫主义音乐，以擅于讽刺著称。他和理查·施特劳斯私交不错，但写了数部讽刺理查的作品，如交响诗《失意者》（针对《英雄生涯》），歌剧《梯尔的恶作剧》（针对理查的同名交响诗）等。他还作有一部标题为“讽刺”的交响曲。不过他最流行的作品还是歌剧，特别是其喜歌剧《狄安娜小姐》的序曲流传颇广。'

## 外部連結
- 艾米尔·冯·雷兹尼切克的免费乐谱，由国际乐谱典藏计划提供